# Сапожная улица
Сапо́жная у́лица — улица в городе Зеленогорске Курортного района Санкт-Петербурга. Проходит от Паровозной улицы до Длинной улицы.
Первоначально называлась Suutarinkatu, что с финского языка переводится как Сапожная улица. Этот топоним известен с 1920-х годов. Этимология неизвестна. С момента образования Suutarinkatu проходила от Паровозной улицы за Длинную с поворотом на восток до Институтской улицы.
После войны улице дали русский аналог финского названия — Сапожная улица.
20 июля 2010 года участок севернее Длинной улицы, проходящий по территории спортивно-оздоровительной базы «Прибой» (проспект Ленина, 59), упразднили.

## Перекрёстки
- Паровозная улица
- Невская улица
- Инженерная улица
- Улица Единства
- Длинная улица